# メカニカルブースターポンプ
メカニカルブースターポンプは一般的には長円形の金属製ケーシング中で、繭型の一対のローターを互いに90度の角度で高速で回転させるタイプのポンプである。
大気中で使われるルーツブロア型送風機と同じ構造であるが、この場合ローターはかなりの高速で回転しないといけないこと、また排気抵抗を減らすために高精度な加工が施されている。インバータなどによって回転数を変えると、排気速度の変更が容易なため、圧力コントローラーのような使われ方もする。接ガス部にオイルを使わない仕様とすることも容易なため、オイル汚染を嫌う半導体製造装置に多用される。
一般的にはドライポンプに分類されている。単体では大気圧から粗引きは出来ないため粗引きポンプを必要とする。